# Nackas historia
Denna artikel tar upp Nackas historia, allmän historia för det område som nu utgör Nacka kommun i Sverige. För administrativ historik och mer allmänt om kommunen, se kommunartikeln. 

## Historia före 1500-talet
Människor har bott i området i åtminstone 4500 år, dvs från den yngre stenåldern. Så kallade gropkeramiska boplatser har påträffats på höjder omkring 25 m.ö.h vid Älta och Erstavik. På andra platser i kommunen finns andra fornminnen av varierande ålder, till exempel boplatser, gravfält, samt ensamliggande stenrösen och stensättningar - oftast från bronsåldern och järnåldern.
Man har hittat 14 mindre gravfält i kommunen, troligtvis är de flesta från vikingatiden (800–1050 e.Kr), då området antas ha haft cirka 100 invånare. Platser som Älta, Sickla, Järla, Drevinge, Boo, Lännersta och Rensättra var då bebodda. Ända fram till 1600-talet levde människorna här mest på jordbruk och fiske. Gårdarna låg utspridda och de flesta var arrenden. Sedan 1100-talet var kyrkan och klostren traktens stora markägare. Av andra större markägare kan Danvikens Hospital, Erstavik, Velamsund, Kummelnäs och Boo nämnas. Fram mot 1500-talet var befolkning utspridd på 25 olika platser, de flesta ensamliggande gårdar.
En vikingatida silverskatt påträffades år 1735 i Finnboda, den så kallade Finnbodaskatten. Skatten är troligen deponerad någon gång på 1000-talet.
Ända sedan 1200-talet har utvecklingen påverkats eller varit beroende av Stockholm, där bönder och fiskare kunnat sälja sina varor samt där kunnat köpa de varor man själv inte kunde framställa.

## Historia efter 1500

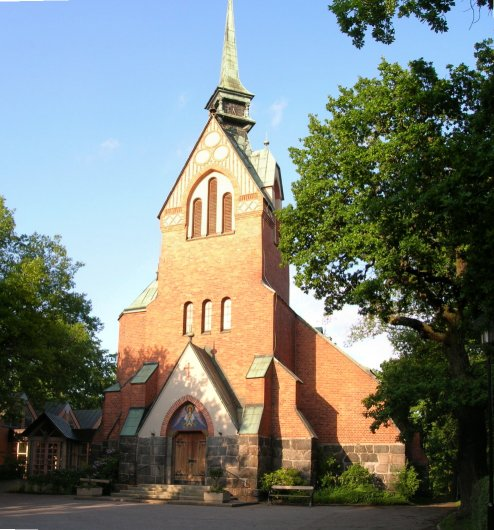
Nacka kyrka

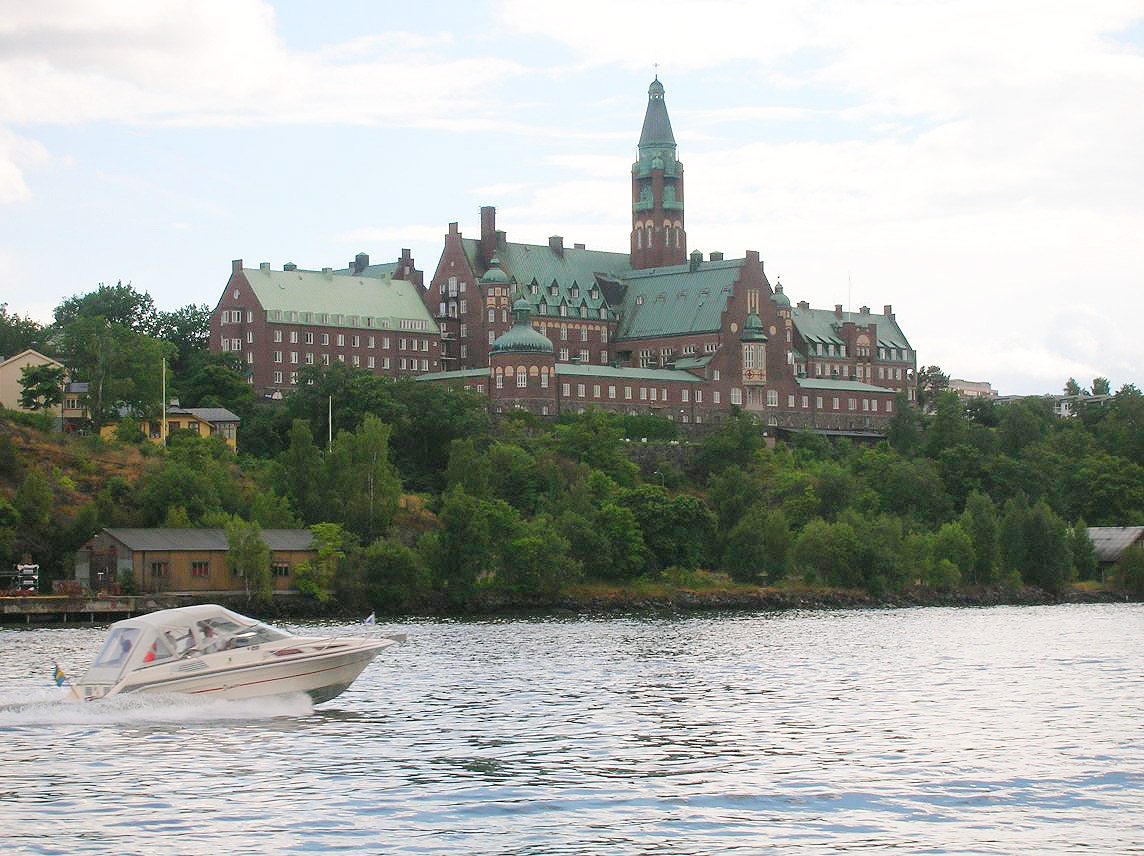
Danvikshem i västra Nacka sett från sjön.

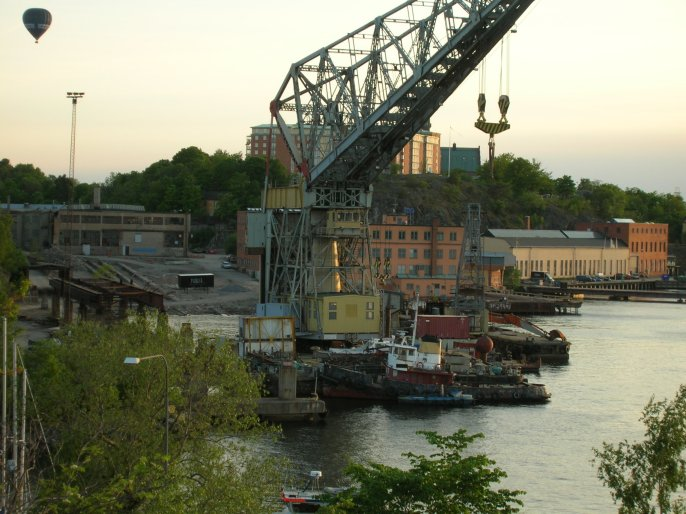
Finnboda varv.

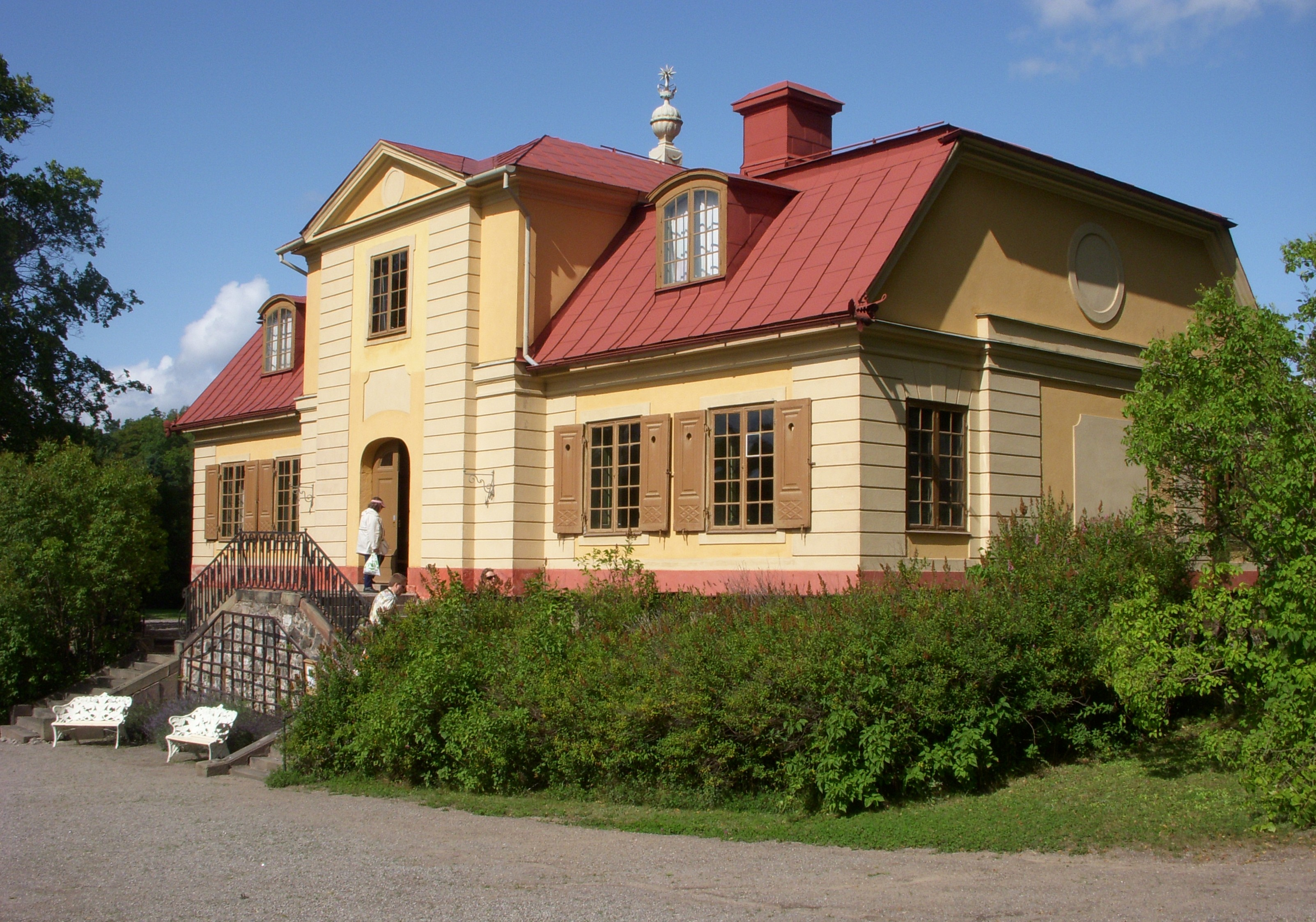
Svindersvik.

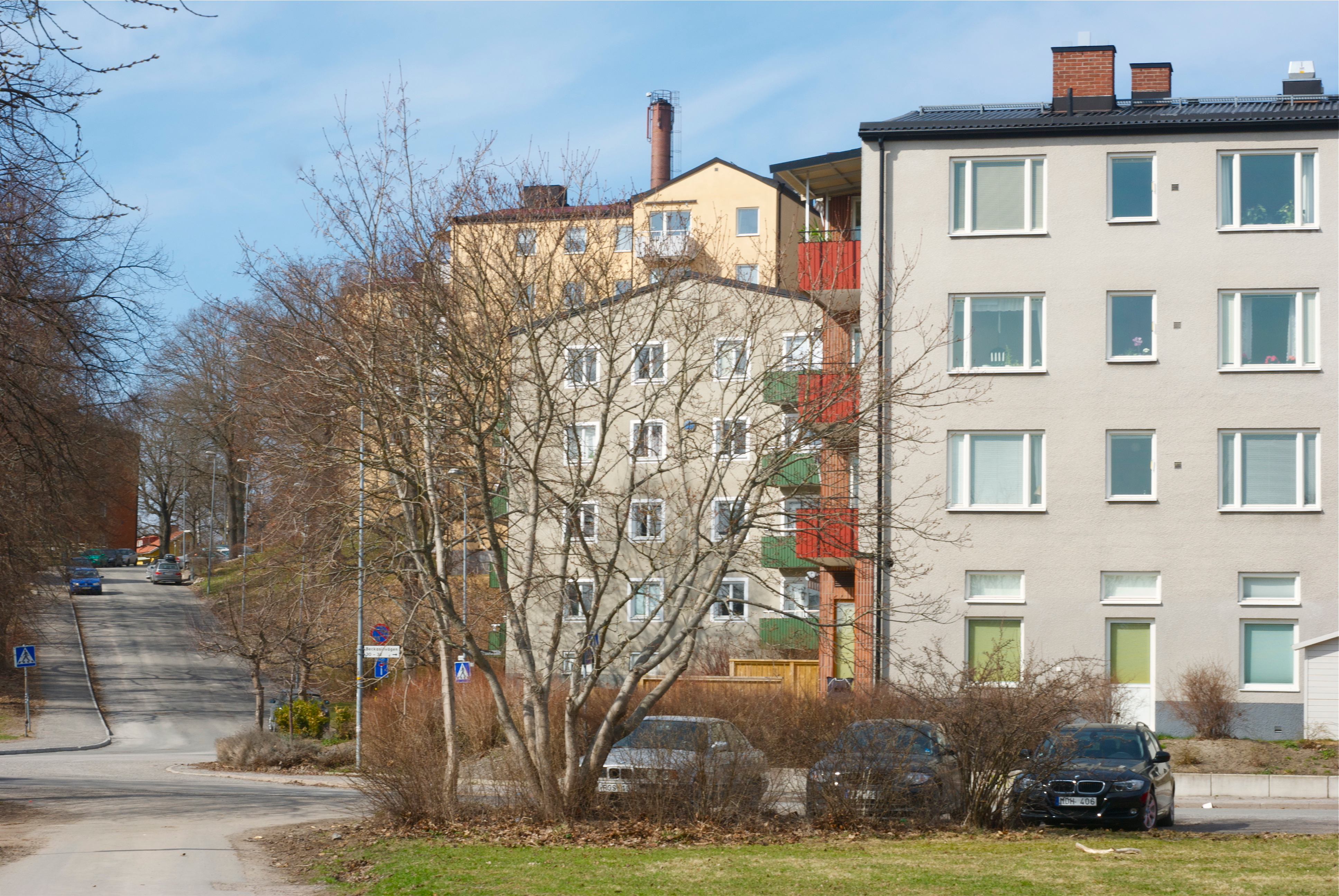
Saltängen, ett av många bostadsområden som uppfördes efter andra världskriget.

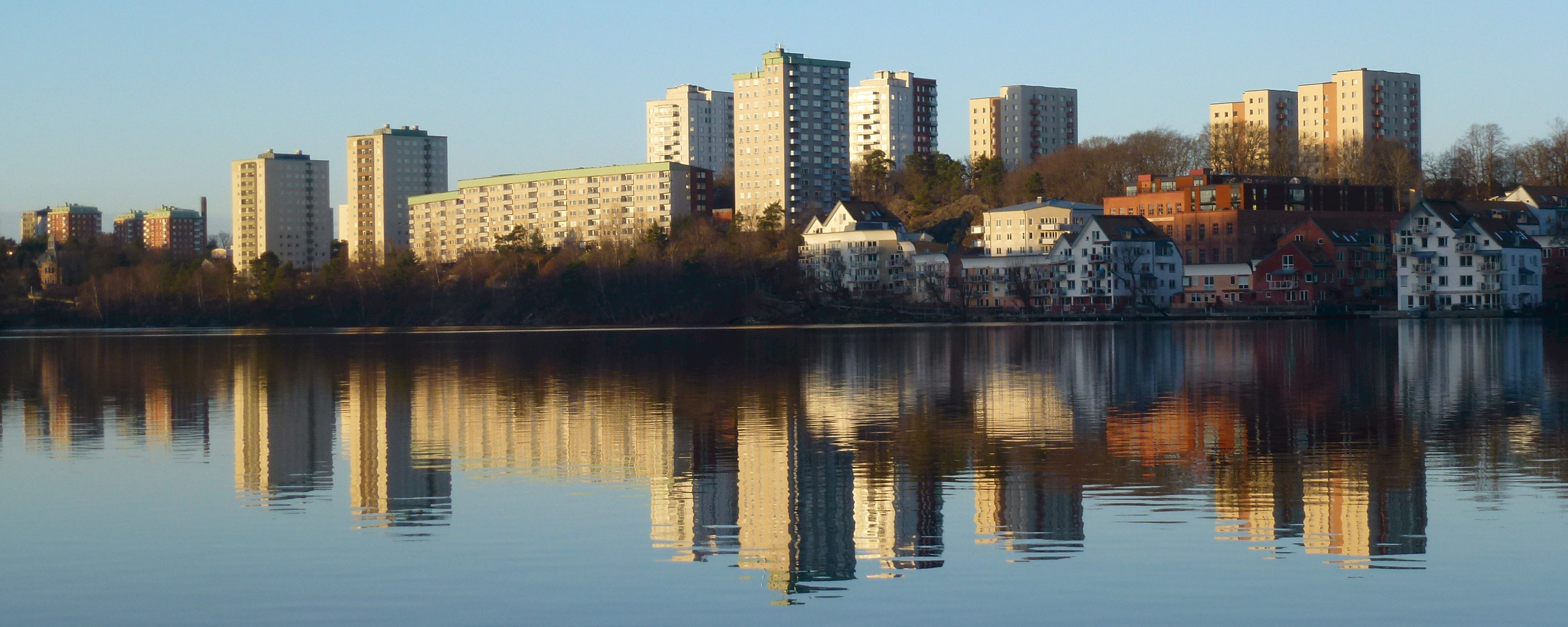
Bostadsområdet Ekudden vid Järlasjöns norra strand uppfördes under 1960-talet.

Nacka gård omnämns första gången 1505 (och tillhör då Brännkyrka socken), då Ragvald i Nacka uppträder som edgärdesman vid Stockholms rådstugurätt. År 1550 grundade kung Gustav Vasa en hammarsmedja i Nacka Ström, som via tre vattenfall går mellan Dammtorpssjön och Järlasjön. Sedan tillkom ytterligare fabriker och kvarnar för tillverkning av bland annat  mässing, papper, krut och mjöl. Sicklaön ansågs ligga lagom långt bort från staden, så år 1551 grundade Gustav Vasa Danvikens Hospital för sinnessjuka, orkeslösa, hittebarn m.fl.
Till hospitalet skänkte han bland annat hemmanen Duvnäs, Järla, Hammarby, Skuru och Sickla. Under 1800-talet var hospitalet hopplöst omodernt och många av de sjuka flyttade till andra ställen, bara de gamla blev kvar. Verksamheten flyttade 1915 till det nyuppförda Danvikshem, och de flesta byggnaderna utom huvudbyggnaden revs i samband med bygget av Hammarbykanalen.
Under 1700-talet ökade antalet industrier i Nacka, speciellt på Sicklaön, där bl.a. krutfabrik, beckbränneri och andra störande illaluktande verksamheter förlades. Många industrier hade tidigare legat inne i Stockholm, men flyttade till Nacka eftersom marken där var billigare och mer utrymme fanns än i innerstaden. 1730 startat ett s.k. kattunstryckeri (kattun=bomull) vid Stora Sickla, och 1736 anläggs ett glasbruk vid Lilla Björknäs.
Runt 1870-talet utvecklades blandade kåk- och fabrikssamhällen, ex. vid Järla, Sickla, Finnboda och Henriksborg. Efter järnvägens tillkomst uppstod också villaområden, bl.a. vid stationerna Storängen (1904) och Saltsjö-Duvnäs (1907).
I samband med den industriella revolutionen i slutet av 1800-talet kom Nacka snabbt förändras från landsbygd till en av Sveriges tyngsta industriorter. 1871 grundades Stockholms Superfosfat Fabriks AB i Gäddviken, man tillverkade konstgödsel och svavelsyra. Finnboda Varv, som anlades 1873 som en filial till Bergsunds Mekaniska Verkstad, kom länge att vara ett av landets största. 1890 invigdes den moderna ångkvarnen Saltsjöqvarn, och åtta år senare kvarnen Tre Kronor, båda med utmärkta lägen vid farleden in mot Stockholm.
1896 etablerade sig AB de Lavals Ångturbin på Järla gårds mark. Företaget var i många år en stor arbetsgivare; på 1960-talet arbetade nästan 1 000 personer här. Företaget flyttade sedan verksamheten till Finspång. 1897 tillkom AB Diesels Motorer med tillverkning av dieselmotorer; sedan 1956 heter företaget Atlas Copco. Först med Tollare pappersbruk 1922 lyckades även dåvarande Boo kommun få en större industri till sig.
År 1891 öppnades järnvägen mellan Stockholm och Saltsjöbaden, Saltsjöbanan, vilket gjorde Saltsjöbaden till en populär badort. Längs med sträckan växte villaområden upp, till exempel Storängen 1904 och Saltsjö-Duvnäs 1907. Byggandet fortsatte de närmaste åren, med Älta 1910, Skuru 1916, Kvarnholmen 1922, Ekängen och Nysätra 1923, Trollebo 1924, Hästhagen 1925, Långsjöstrand 1926, Skogalund 1932 och Lillängen 1937. Nästan alla av dessa var villaområden.
1934 bildade kommunen ett eget fastighetsbolag, AB Nacka bostäder, som började bygga i Ektorp. Man byggde 16 fastigheter med 96 lägenheter, arkitekt Hakon Ahlberg, Sven Backström och Leif Reinius. Hösten 1941 kunde inflyttningen ske. Här fanns då även ett nybyggt affärscentrum med tobaksaffär, pappershandel, livsmedel, skomakeri, järnaffär och frisör.
Från den 1 januari 1949 ombildades Nacka landskommun i sin helhet till Nacka stad. Nacka blev Sveriges 129:e stad med cirka 14 000 invånare. Detta firades med ett stort gästabud med 1 200 personer som hölls i Svenska Bilfabrikens lokaler i Augustendal.
Under 1950- och 1960-talet fortsatte kommunen bygga i bland annat Tallbacken (arkitekt Sture Frölén) och Alphyddan (arkitekt Backström & Reinius). I Ekudden byggdes i mitten av 1950-talet tiovåningars punkthus. Även Finntorp började bebyggas samma tid och hit förlades även en hel del affärer, området blev ett lokalt centrum för hela västra delen av Sicklaön.
Efter justeringar av gränsen mot Stockholm började Stensöområdet i Älta byggas 1964. Det fanns planer att förlänga tunnelbanan hit, men när området väl var byggt drog landstinget in de planerna.
En stor galleria, Nacka Forum, invigdes 1989. Den skulle kunna ses som ett slags kommuncentrum där den ligger intill Värmdövägen.